# Méthamis
Méthamis je francouzská obec v departementu Vaucluse v regionu Provence-Alpes-Côte d'Azur.

## Geografie
Méthamis je typická provensálská vesnice, která se rozkládá kolem vinic na strmé skále u výstupu ze soutěsky Nesque v pohoří Vaucluse, mezi pohořím Luberon a Mont Ventoux. Katastrem obce protéká říčka Nesque.

## Historie
Osídlení na území obce bylo významné již během neolitu, byly zde nalezeny rozmanité kamenné nástroje. Římská kolonizace je doložena nálezem mramorové hlavice sloupu, vytesaným nápisem a stříbrnou mincí císaře Augusta. První písemná zmínka o vesnici „Nometana“ pochází z roku 1206. Během náboženských válek byl Méthamis v roce 1563 obsazen protestanty. V 19. a 20. století trpěl vylidňováním venkova. Snižování počtu obyvatel se zastavilo až díky rozvíjejícímu se vinařství.

## Ekonomika

### Zemědělství
Hlavním hospodářským odvětvím je zemědělství, které je soustředěno hlavně v západní části obce. Jedná se o pěstování ovoce, ale také vinné révy, která patří k významným ekonomickým zdrojům v oblasti. V roce 1900 se poprvé objevila značka vína Côtes du Ventoux (od roku 1973 Appellation d'origine contrôlée Ventoux).

### Turistika
Obec těží ze své blízkosti hory Mont Ventoux a okolních vinic, neboť vinařská turistika je na vzestupu. Turisticky je rovněž oblíbená soutěska s říčkou Nesque, která umožňuje pěší turistiku, cykloturistiku nebo horolezectví.

## Kostel
V obci stojí na vrcholku skály románsko-gotický farní kostel Saint-Pierre-et-Saint-Paul z 12. století. Díky své románské lodi a gotickému kněžišti byl kostel 17. září 1997 zanesen mezi historické památky. V 19. století byl rozšířen a byly přistavěny boční kaple, v letech 1875–1878 byly přestavěny sakristie a zvonice.